# Alvah Augustus Eaton
Alvah Augustus Eaton (Seabrook, 1865 – 1908) è stato un botanico statunitense che descrisse parecchie specie di Pteridophyta, orchidee e erbe.

## Biografia

### Infanzia ed educazione
Eaton nacque a Seabrook, New Hampshire, e a dodici anni si trasferì in una azienda agricola familiare a Salisbury, Massachusetts.
Presso la Putnam School di Newburyport, completò in soli due anni il corso di scuola superiore che ne durava quattro.

### Attività professionale
Eaton lavorò per un anno come insegnante a Seabrook e per altri tre anni in California, oltre alla coltivazione agraria.
Dopo essere tornato nel New England, decise di divenire un fiorista, per motivazioni legate alla sua scarsa salute.
Partecipò a tre missioni in campo in Florida e ad una in Europa per conto dell'Ames Botanical Laboratory di Easton, Massachusetts.
Fu membro del Linnean Fern Chapter, precursore della American Fern Society. Eaton contribuì frequentemente al Fern Bulletin e sviluppò un Herbarium per la società.
Fino alla sua morte avvenuta nel 1908, egli fu curatore dell'erbario.

## Opere
La maggior parte del suo lavoro è documentata presso il Gray Herbarium dell'Università di Harvard.
I documenti consistono di sedici quaderni approssimativamente scritti tra il 1895 e il 1906, quattro lettere scritte fra il 1899 e il 1905 e alcuni manoscritti non datati.